# Koga Taijó
Koga Taijó (古賀 太陽) (Niigata, 1998. október 28. –) japán válogatott labdarúgó.

## Klub
A labdarúgást a Kashiwa Reysol csapatában kezdte. 2018 között az Avispa Fukuoka csapatában játszott.

## Nemzeti válogatott
2019-ben debütált a japán válogatottban.

## Statisztika
| Japán válogatott | Japán válogatott | Japán válogatott |
| Időszak          | Mérk.            | gól              |
| ---------------- | ---------------- | ---------------- |
| 2019             | 1                | 0                |
| Összesen         | 1                | 0                |